# 資訊科技、機械與光學大學
59°57′23″N 30°18′36″E / 59.9564°N 30.31°E
信息技术、机械与光学大学（俄语：Национальный исследовательский университет ИТМО），為俄羅斯歷史悠久的大學之一。該校建立於1900年，為培養精密機械與光學領域之專業人才所建立的4年制教育學校。該大學是一所專業設置較為廣泛且專門培育工程師之研究型大學。並在科技工程之相關領域常年居於領先地位。

## 歷史沿革
- 1900年 創建於俄羅斯聖彼得堡，並開設力學光學、鐘錶工科室。
- 1920年 改制為列寧格勒精密儀器與光學技術學校。
- 1930年 改制為列寧格勒國立精密機械與光學學院(英文簡稱: LITMO)
- 1980年 列寧格勒國立精密機械與光學學院為“國民經濟體國家與紅色勞動勳章”，奠定培育科學研究發展之高等技術人才。
- 2007年 於“2007至2008年度俄羅斯高等院校改革教育項目競賽”榮獲優勝。
- 2009年 於“國家研究型大學新類別競賽中”榮獲優勝成績。
- 2011年 合併“聖彼得堡國立冷凍食品科技大學”，並改制為“聖彼得堡國立資訊科技機械與光學大學”。

## 學術單位
該大學分為9個學院，其中分為49個科系。 7部門附屬部門，並標以星號。
| - 計算機技術與控制系統學院 - 計算技術系 - 計算機系統設計系 - 電氣工程與精密機電系統系 - 導航資訊系 - 控制系統與資訊系 - 資訊學與應用數學系 - 資訊技術安全系* - 板載電子計算機設備機械設計系* | - 人文學院 - 管理系 - 世界歷史系 - 文化科學系 - 應用經濟學與市場營銷系 - 社會學系 - 財務管理系 - 體育文化與Valeology系 - 哲學系 - 經濟理論與經濟系 - 外語系 - 生態管理系* | - 自然科學學院 - 物理系 - 理論與應用力學系 - 職業訓練技術系 - 高階數學系 | - 光學信息系統與技術學院 - 應用與計算機光學系 - 光學電子設備與系統系 - 光學儀器計算機化與設計系 - 物理光學與光譜學系 - 光學技術系 - 生態儀器製造與監測系* - 光學設備與整合系統工程系* |

| - 物理工程學院 - 雷射技術與應用生態學系 - 量子電子學與生物醫學光學系 - 熱物理與能量體質監測系 - 光學通訊物理科學與技術系 - 電子系 - 固態光電系 | - 精密機械與技術學院 - 工程及計算機圖形學系 - 儀器製造技術系 - 材料科學系 - 機電系 - 測量技術和計算機斷層掃描系 | - 資訊技術與編程學院 - 計算機技術系 - 資訊系統系 - 計算機教育技術系 | - 光子學與光學資訊學院 - 計算機光電系 - 光學材料科學系* - 光學物理和近代自然科學系* - 光子學與光信息系 - 量子尺度系統的光學系 |

| - 國際商務與法律研究所 | - 電信通訊系統與技術學院 | - 微波激射器之企業學院 | - 創新科技中心 - 光學技術博物館 |

## 外部連結
- 聖彼得堡國立資訊科技機械與光學大學 （页面存档备份，存于）（俄文）
- 聖彼得堡國立資訊科技機械與光學大學 （页面存档备份，存于）（英文）
- 聖彼得堡國立資訊科技機械與光學大學 （页面存档备份，存于）（简体中文）